# 5166 Olson
5166 Olson è un asteroide della fascia principale. Scoperto nel 1985, presenta un'orbita caratterizzata da un semiasse maggiore pari a 2,3406117 UA e da un'eccentricità di 0,1073606, inclinata di 4,21710° rispetto all'eclittica.